# Новый Зирган
Но́вый Зирга́н (баш. Яңы Ергән) — село в Хайбуллинском районе Башкортостана. Административный центр Новозирганского сельсовета. Согласно переписи 2020 года население составляло 520 человек.

## География
Расстояние до:
- районного центра (Акъяр): 11 км,
- ближайшей ж/д станции (Сара): 60 км.

Находится на левом берегу реки Таналык. Через село проходит автодорога Орск — Сибай.

## Население
| 2002 | 2010 |
| ---- | ---- |
| 601  | ↗629 |

Национальный состав
Согласно переписи 2002 года, преобладающая национальность — башкиры (79 %).